# 貝利峰
貝利峰（英語：Baillie Peak）是南極洲的山峰，座標83°22′S 161°0′E / 83.367°S 161.000°E，位於沙克爾頓海岸，海拔高度2,800米（9,200英尺），屬於伊麗莎白女王嶺中穆爾山的一部分，由新西蘭探險隊命名，現時由南極條約體系管理。